# 세르베트 FC
세르베트 FC (Servette FC)는 스위스 제네바의 축구 클럽 팀으로, 현재 스위스의 1부 리그인 스위스 슈퍼리그에서 활동하고 있다. 세르베트 FC는 1890년에 창단되었으며 스위스, 특히 로만디 지역의 가장 성공적인 클럽 중 하나로 17회의 리그 우승과 8번의 스위스컵 우승 기록을 가지고 있다.

## 우승 경력
- 스위스 슈퍼 리그: 우승 17회 (1907, 1918, 1922, 1925, 1926, 1930, 1933, 1934, 1940, 1946, 1950, 1961, 1962, 1979, 1985, 1994, 1999)
- 스위스컵: 우승 8회 (1928, 1949, 1971, 1978, 1979, 1984, 2001, 2024)
- 알프스컵: 우승 4회 (1973, 1975, 1976, 1979)
- 스위스 리그컵: 우승 3회 (1977, 1979, 1980)
- 스탐파 스포르티바 국제 토너먼트: 우승 1회 (1908)

## 선수 명단

### 현역
참고: FIFA 자격 규정에 따라 소속된 국가대표팀 국기를 표시합니다. 선수는 복수의 FIFA 비회원국 국적을 가지고 있을 수 있습니다.
| 번호 | 포지션 | 국적                  | 이름                    |
| ---- | ------ | --------------------- | ----------------------- |
| 1    | GK     | 키프로스              | 조엘 몰                 |
| 3    | DF     |                       | 츠네모토 케이고         |
| 5    | MF     | 카메룬                | 가엘 온두아             |
| 6    | DF     | 과들루프              | 앙토니 바론             |
| 8    | MF     |                       | 티모테 코냐             |
| 9    | MF     | 보스니아 헤르체고비나 | 미로슬라프 스테바노비치 |
| 18   | DF     | 콩고 공화국           | 브래들리 마지코우       |
| 19   | DF     |                       | 요안 세버린             |

| 번호 | 포지션 | 국적         | 이름              |
| ---- | ------ | ------------ | ----------------- |
| 28   | MF     |              | 다비드 둘린       |
| 31   | FW     | 코트디부아르 | 티에모코 우아타라 |

## 역대 감독
| 감독              | 임기        |
| ----------------- | ----------- |
| 카를 라판         | 1948 ~ 1957 |
| 뤼트 크롤         | 1990        |
| 일리야 페트코비치 | 1993 ~ 1995 |
| 보슈코 주로프스키 | 1999        |
| 뤼시앵 파브르     | 2000 ~ 2002 |